# Carinibracon danielssoni
Carinibracon danielssoni är en stekelart som beskrevs av Van Achterberg 1983. Carinibracon danielssoni ingår i släktet Carinibracon och familjen bracksteklar. Inga underarter finns listade.